# Jules Fontanez
 (décembre 2014).
Si vous disposez d'ouvrages ou d'articles de référence ou si vous connaissez des sites web de qualité traitant du thème abordé ici, merci de compléter l'article en donnant les références utiles à sa vérifiabilité et en les liant à la section « Notes et références ».
Jules  Fontanez est un peintre et illustrateur genevois (2 mai 1875 Genève - 28 novembre 1918 Genève).

## Biographie
Il naît le 2 mai 1875 au 13 de la place du Temple à Genève au cœur du quartier St Gervais. Son père Léon, citoyen français né à Lélex (Ain), est employé de commerce. Sa mère Joséphine Mollard exerce le métier de justifieuse de pièces à musique.
Jules n'a que quatre ans quand son père décède le 5 juin 1879. Sa mère se remarie et épouse un horloger Louis Frédéric Zurlinden.
Il passe ses vacances à Lélex chez sa grand-mère. Dans Le Courrier français du 1er décembre 1901, où figure son portrait par D.O. Widhopff il écrit « Jusqu'au moment où je vins à Paris, je passai le plus clair de mon temps à pêcher les grenouilles dans le Jura essayant  entre-temps de faire de la cartographie et de l'architecture ».
A quinze ans il devient apprenti graveur sur bois à l'Ecole des Arts Industriels. Il a pour condisciple Forestier et Édouard Vallet. Ils ont comme professeur Alfred Martin.
Il s’exerce à la caricature et collabore à divers journaux comme Sapajou, Passe-partout et Papillon, journal humoristique paraissant un mercredi sur deux alternativement avec la Patrie suisse, qui firent la joie des Genevois au tournant du XXe s.
À la même époque, il reçoit ses premières commandes et exécute pour Paris Bazar et Walner Opticien des affiches en couleurs pour la Société Suisse d'Affiches Artistiques de Genève.
En 1898, il se rend à Paris où il va parfaire sa formation notamment avec Antonio de La Gandara (1862-1917) ancien élève de Jean-Léon Gérôme et  portraitiste mondain très recherché.
Il  effectue  plusieurs séjours en Bretagne où il peint des paysages mélancoliques.
Il rencontre Jérôme Doucet, secrétaire de la Revue illustrée qui va faire  appel à lui non seulement pour fournir régulièrement des dessins ou caricatures mais aussi pour illustrer des nouvelles humoristiques d'Alphonse Allais ou d'Alfred Capus. Il lui confie également l’illustration de son ouvrage Le livre des Masques publié sous le pseudonyme de Montfrileux où il dépeint les caractéristiques de différentes classes sociales ou métiers (marins, amoureux, chiffonniers, boulangers), personnages de la vie de tous les jours sur le principe des physiologies très en vogue au XIXe siècle.
Il fournit également des dessins au Courrier français, qui caractérisait vers 1900 l'esprit léger et sarcastique du Paris fin de siècle et accueillit l'élite des dessinateurs de l’époque. La mode était aux personnages de la Commedia dell'arte : Pierrot, Pierrette, Arlequin et Polichinelle.
Dès 1902, Fontanez travaille sur les illustrations demandées par Doucet, en tant qu'éditeur de « Le Livre et l’Estampe » pour un nouvel ouvrage, Gaspard de la Nuit : fantaisies à la manière de Jacques Callot et de Rembrandt d'Aloysius Bertrand. Il y montre une maîtrise parfaite du trait digne du premier en pouvant exprimer des clairs-obscurs dignes du second.
Au cours d’un  séjour à Genève, son ami Antoine Dufau lui parle de son projet de livre. Dufau (1866-1936), graveur, journaliste devint plus tard  conservateur du Musée des Arts Décoratifs de Genève. En 1906, Figâsse et Duranpont paraît sous le pseudonyme de Pierre Duniton avec des croquis où Fontanez  exprime toute sa tendresse pour le petit peuple de Genève qu’il connaît bien pour avoir passé sa jeunesse au quartier St Gervais. A Genève il fréquente Henry Spiess, Jean Violette, Elie Moroy,Daniel Baud-Bovy
De nombreux journaux sollicitent Fontanez et lui demandent ses dessins. C’est ainsi qu’il collabora aussi bien à La Libre Parole, journal d'inspiration nationaliste et antisémite d'édouard Drumont qu’à Gil Blas Illustré, supplément hebdomadaire (dirigé par Doucet) de la revue Gil Blas, plus contestataire (1893-1912)..
Fontanez évolue dans les cercles d’aristocrates décadents comme Jean Lorrain et Robert de Montesquiou, d’artistes gentiment anarchistes comme Raoul Ponchon. et de « l'extrême droite noctambule » avec Paul-Jean Toulet.
À partir de 1907, Fontanez collabore au journal humoristique Le Rire. Fontanez fait aussi partie des artistes maison de Delagrave, éditeur de livres pour enfants aux superbes cartonnages de percaline polychromes. Il illustre ainsi successivement les ouvrages de Jules Chancel, auteur de romans d'aventures pour enfants, Le petit Fauconnier de Louis XIII ou Petit Marmiton, grand Musicien. En 1909, Daniel Baud-Bovy demande à Jules Fontanez de participer avec d’autres artistes suisses à l’illustration de son livre Vacances d’artistes.
En août 1914, lorsque la Première Guerre mondiale éclate, Fontanez retourne à Genève. Il réalise la couverture de La Fête de juin pour la célébration du centenaire de l’entrée de Genève dans la Confédération (1814-1914) Les photos sont de Frédéric Boissonnas, ami de Baud-Bovy.
En France, les auteurs et illustrateurs sont mis à contribution pour exalter l'ardeur patriotique. Fontanez continue sa collaboration avec Delagrave et illustre alors Le petit Bé et le vilain Boche puis La Classe 1925. Cette même année, Fontanez frappé par la maladie, cesse de peindre et va vivre chez sa mère aux Paquis. Malade, aveugle, paralysé, il passe ses journées dans un fauteuil roulant « dépendant comme un enfant de ceux qui veillent sur lui ».
Le 21 janvier 1917 est inaugurée à l'Athénée une exposition vente organisée par des amis de l'artiste cherchant à lui venir en aide. Soixante-cinq toiles y sont présentées. La presse genevoise y consacre de nombreux articles. La même année, le Musée des Arts décoratifs de Genève publie un portefeuille d'eaux fortes.
Au plus fort de l'épidémie de grippe espagnole qui frappe Genève Jules Fontanez meurt le 28 novembre 1918 à l'âge de 43 ans et est inhumé au cimetière St Georges.

## Œuvre

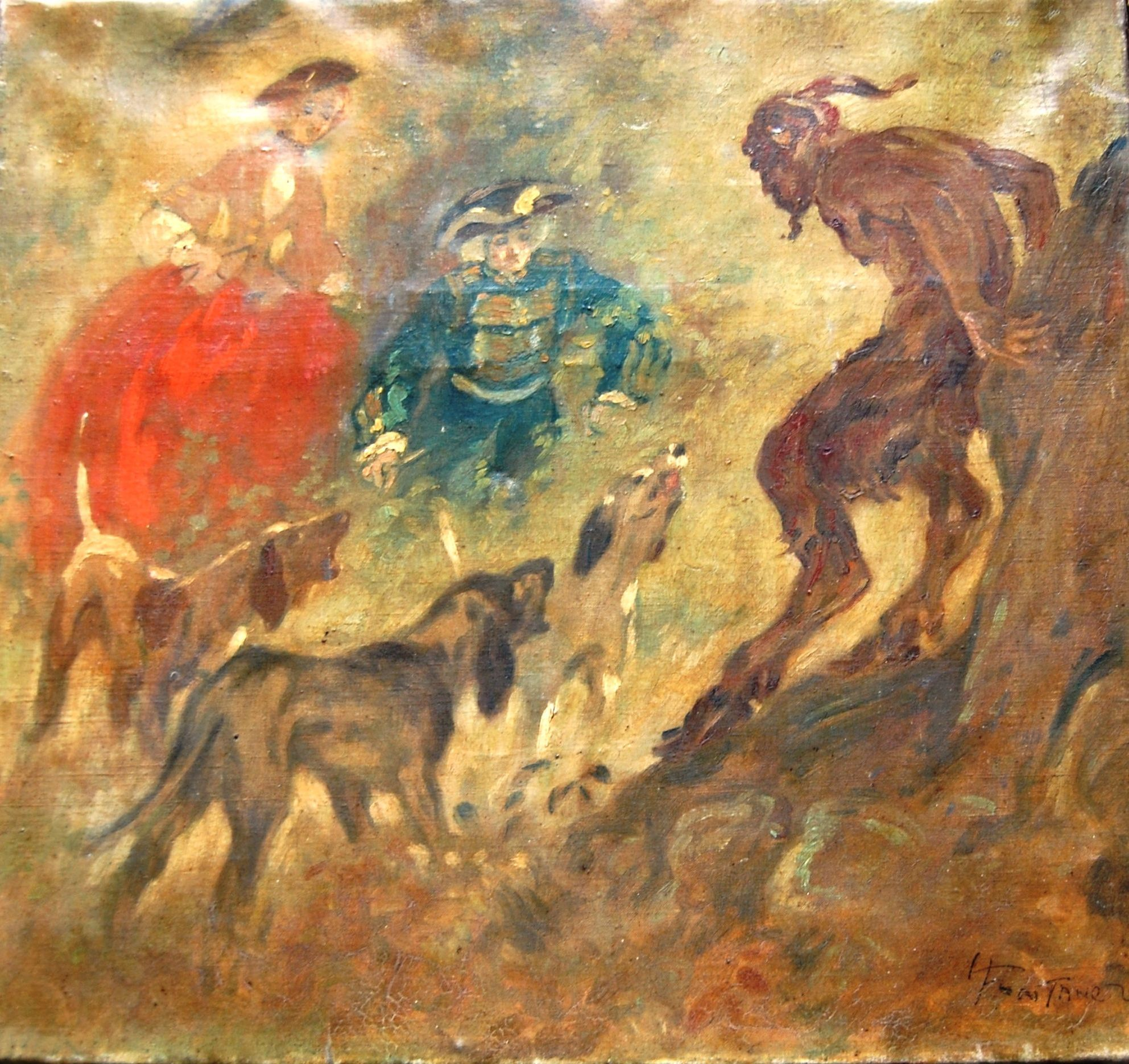
"Le Satyre", Jules Fontanez

C’est par la caricature qu’il débuta. Croquant rapidement toutes les scènes et personnages qui l’entourent, tout est prétexte à dessiner. Sa caricature est pleine d'esprit. Toutefois Fontanez, contrairement aux autres caricaturistes, ne  semble pas avoir réalisé de dessins d'actualité. La politique ne semble guère le concerner. Ses thèmes préférés sont la fête mettant souvent en scène de gentils pochards et des ivrognes sympathiques à la gaieté titubante. Très rarement, ses dessins portent sur la tentation de la chair. Ils n’ont pas le côté racoleur des dessins de certains de ses confrères notamment du « Courrier ». Il pratique ses dons d'observation sur le petit peuple dans un style bon enfant pour lequel, du fait de ses origines modestes, il garda toujours une tendresse particulière et compréhensive.
Il y a l’illustrateur d’œuvres magistrales comme Gaspard de la Nuit ou Le Livre des masques mais aussi celui de livres pour enfants. Fontanez montre ainsi  pleinement son art en passant des thèmes les plus difficiles aux plus légers, toujours en les traitant dans son style bien personnel.
Le peintre 
On peut distinguer deux périodes bien que  les toiles ne soient pas datées, ce qui est une constante chez Fontanez.
La période sombre, la  première, constituée pour l'essentiel par des paysages, vues mélancoliques de Bretagne ou de Paris mais comprenant également des personnages comme Pierre et l'Amour ou Évocation de Gilles.
Pendant une période   que l’on peut qualifier de transition, Fontanez va commencer à peindre  son thème favori  qu’il n’abandonnera plus. Ce sont des scènes dans le style d'  Antoine Watteau, à la fantaisie alerte, représentant des fêtes champêtres dans des jardins à la  Le Nôtre où apparaissent des marquises, Pierrot, Polonais et Turcs de Carnaval  mais dont la technique de peinture reste très traditionnelle.
Progressivement, les personnages deviennent plus lumineux avec l’apparition de marquises ou Pierrot aux couleurs claires, blanc, rose mais les prés  et certains costumes demeurent  foncés. Enfin la technique va évoluer pour  devenir plus moderne et aboutir  à la période claire. Les personnages sont animés par un  mouvement  léger, l’air est transparent et on  croit entendre les rires et la musique.
La technique s’apparente au pointillisme. Par petites touches de tons pastel suaves, des bleus et des roses tendres, des verts liquides affrontent des  blancs éclatants donnant ainsi  aux scènes un aspect allègre et printanier
Jules Fontanez  fut sollicité pour décorer plusieurs lieux publics à Genève. Cette décoration consistait  essentiellement en longues fresques peintes  sur toile. C'est ainsi qu'il décora le « Maxim's », un  bar genevois de musiciens avenue du Mail. Il décora également  la Brasserie Landolt, fondée en 1885, située 2, rue de Candolle à côté de l'Université de Genève. La décoration comprenait quatre tableaux :  trois tableaux  faisant référence à la vie  estudiantine : la Ronde des étudiants, le Carnaval des étudiants aujourd'hui disparu et un portrait d'un "Bellettrien" (étudiant en Lettres) et  l’Escalade de 1602  représentant un Genevois avec une lanterne. En 1999, la Brasserie sera transformée en pizzeria et le seul tableau qui y figurait encore (La Ronde)  disparaîtra ainsi que la table où Lénine avait l’habitude de s’asseoir, sans que l’on sache ce qu’ils sont devenus
Artiste aux  multiples talents, capable aussi bien de caricaturer un ivrogne, que d’illustrer des livres pour enfants, montrant une grande maîtrise dans les traits Fontanez nous surprendra toujours  par l’étendue de son art.

## Livres illustrés par Fontanez
- Maurice Barrès, Du sang, de la volupté, de la mort, coll. « Modern-Bibliothèque » Arthème-Fayard, 1910.
- Aloysius Bertrand, Gaspard de la Nuit, Le livre et l’Estampe, 1903 (lire en ligne sur Gallica).
- Jérôme Doucet, sous le pseudonyme de Montfrileux, Le livre des Masques, Le livre et l’Estampe, 1903.
- Georges  Verdène, La Torture, les supplices et les peines corporelles infamantes et afflictives dans la justice allemande : étude historique, Paris, R. Dorn, 1906 (lire en ligne sur Gallica).

Sur Genève et la Suisse :
- Daniel Baud-Bovy : Vacances d'artistes. Tessin, Valais, Vaud,Genève Genève Soc. Ed  Sonor, 1909, in-4°. Illustrations de Auguste Bastard, E. Baud, Plinio Colombi, Louis Dunki, J. Fontanez, Giovanni Giacometti, Henri van Muyden, Édouard Vallet
- Daniel Baud-Bovy, Malsch, Albert: La fête de juin. Spectacle patriotique. Centenaire de l'entrée de  Genève dans la confédération Suisse. 1814 - 1914. Genève,
- Pierre Duniton :Figâsse et Duranpont Genève début du  XXe siècle
- Gorgibus  [5] Les cafés de tante Julie Genève, Ch. Eggimann, sans date vers 1900.

Livres pour enfants
- Jérôme Doucet : Les contes merveilleux- Félix Juven 1904
- Juana Richard Lesclide : Un voyage dans le vent - Juven  1906
- Henriette Bezançon : Tache d’encre et goutte de lait - Delagrave 1903
- Jules Chancel : Le petit courrier de Louis XIII - Delagrave  1909 ; Petit marmiton, grand musicien- Delagrave 1902
- Emilio Salgari :  Au Pôle Sud à bicyclette- Delagrave  1910

Chez Delagrave au format à l'italienne :
- Tony D’Ulmès[6] :La pension des oiseaux - Delagrave  1910 lire en ligne sur Gallica
- Marthe Serrié-Heim : Le petit Bé et le vilain Boche- Delagrave 1915
- Georges Le Cordier : La Classe 1925 - Delagrave

Jules Fontanez : Onze Eaux-Fortes. Compositions et croquis. Genève, Musée des Arts Décoratifs, 1917. 20 exemplaires

## Expositions
- 1903 : Société nationale des beaux-arts Paris
- 1915 : Exposition de la section de Genève  des peintres et sculpteurs
- 1917 : Exposition Fontanez à l’Athénée